# Громада (Томашівський повіт)
Громада (пол. Gromada; укр. Громада) — частина села Паньків у Польщі, в Люблінському воєводстві Томашівського повіту, ґміни Тарнаватка.

## Історія
Первісним населенням Громади були русини-лемки, які компактно проживали на своїх історичних землях. 